# Concours isthmiques
 (février 2023).
La mise en forme du texte ne suit pas les recommandations de Wikipédia : il faut le « wikifier ».
Les points d'amélioration suivants sont les cas les plus fréquents. Le détail des points à revoir est peut-être précisé sur la page de discussion.
- Les titres sont pré-formatés par le logiciel. Ils ne sont ni en capitales, ni en gras.
- Le texte ne doit pas être écrit en capitales (les noms de famille non plus), ni en gras, ni en italique, ni en « petit »…
- Le gras n'est utilisé que pour surligner le titre de l'article dans l'introduction, une seule fois.
- L'italique est rarement utilisé : mots en langue étrangère, titres d'œuvres, noms de bateaux, etc.
- Les citations ne sont pas en italique mais en corps de texte normal. Elles sont entourées par des guillemets français : « et ».
- Les listes à puces sont à éviter, des paragraphes rédigés étant largement préférés. Les tableaux sont à réserver à la présentation de données structurées (résultats, etc.).
- Les appels de note de bas de page (petits chiffres en exposant, introduits par l'outil «  Source ») sont à placer entre la fin de phrase et le point final[comme ça].
- Les liens internes (vers d'autres articles de Wikipédia) sont à choisir avec parcimonie. Créez des liens vers des articles approfondissant le sujet. Les termes génériques sans rapport avec le sujet sont à éviter, ainsi que les répétitions de liens vers un même terme.
- Les liens externes sont à placer uniquement dans une section « Liens externes », à la fin de l'article. Ces liens sont à choisir avec parcimonie suivant les règles définies. Si un lien sert de source à l'article, son insertion dans le texte est à faire par les notes de bas de page.
- La présentation des références doit suivre les conventions bibliographiques. Il est recommandé d'utiliser les modèles {{Ouvrage}}, {{Chapitre}}, {{Article}}, {{Lien web}} et/ou {{Bibliographie}}. Le mode d'édition visuel peut mettre en forme automatiquement les références.
- Insérer une infobox (cadre d'informations à droite) n'est pas obligatoire pour parachever la mise en page.

Pour une aide détaillée, merci de consulter Aide:Wikification.
Si vous pensez que ces points ont été résolus, vous pouvez retirer ce bandeau et améliorer la mise en forme d'un autre article.
 (mai 2019).

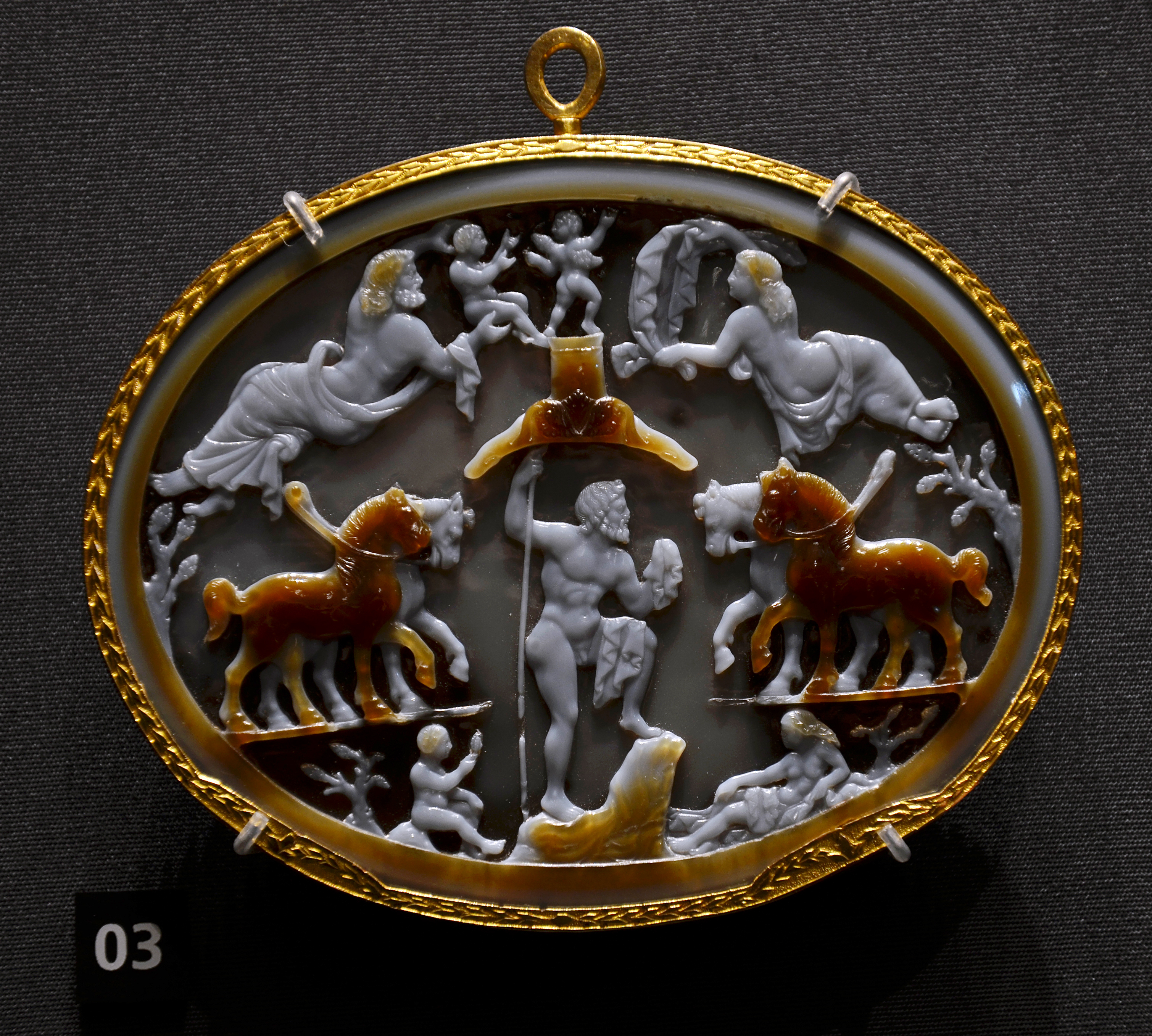
Poséidon, comme maître des concours isthmiques.

Les concours isthmiques (on rencontre parfois les formes jeux isthmiques, jeux isthmiens, concours isthmiens) font partie des quatre grands concours panhelléniques de la Grèce antique, qui comprennent les jeux olympiques, les concours pythiques et les concours néméens.
Ces concours isthmiques sont, à l'origine, des concours sportifs pentétériques entre les citoyens grecs antiques, organisés sur l'isthme de Corinthe, dont ils tiennent leur nom. Ils passent ensuite à une célébration tous les deux ans, aux printemps de la deuxième et de la quatrième année de chaque olympiade. Le terme de jeux, souvent utilisé, est anachronique, puisque celui de concours vient du grec ancien, agôn, renvoyant à une action durant laquelle les participants sont en compétition, notamment lors de concours sportifs. Comme l’ensemble des concours panhelléniques, les concours isthmiques ont un caractère religieux important, puisqu’ils sont célébrés en l’honneur de Poséidon, dieu de la mer et des chevaux. Le sanctuaire panhellénique de Poséidon à Corinthe a d’ailleurs été aménagé dans les années 690 av. J.-C. et les concours isthmiques ont débuté aux alentours de 582 av. J.-C.

## Mythe
D'après la mythologie grecque, il existe plusieurs versions de la création des concours isthmiques. La première attribue l'origine des concours à un conflit entre Poséidon et Hélios pour la possession de Corinthe. Ils furent départagés par Briarée, qui donna l'Isthme à Poséidon et l'Acrocorinthe à Hélios, et c'est pour commémorer cet accord que les concours auraient été institués.
Une autre légende attribue la réputation de ces concours à leur institution par Sisyphe, légendaire fondateur et roi de Corinthe. Les concours isthmiques auraient alors été créés pour honorer son parent, Mélicerte,, par une commémoration funéraire. Poursuivi par son père devenu fou, il se jeta à la mer et devint un dieu marin sous le nom de Palémon. Sisyphe, retrouvant son corps, l'aurait ainsi enterré sur l'Isthme de Corinthe.
Un mythe plus tardif attribue leur fondation à Thésée, roi d'Athènes, qui les a créés en souvenir du voyage qu'il effectua de Trézène à Athènes, faisant passer les rites funéraires en l'honneur de Mélicerte à un évènement athlétique en l'honneur de Poséidon, les ouvrant à la participation de tous les citoyens grecs. Leur popularité rivalise avec celle des concours olympiques. D'après cette légende, Thésée s'allie avec les Corinthiens pour permettre un accès privilégié aux premiers rangs (proédrie) aux Athéniens.
Bien qu'une autre version de ce mythe attribue leur forme à Cypsélos, leur existence historique est attestée à partir des années 582 av. J.-C. par Caius Julius Solinus.

## Histoire
L'existence des concours isthmiques est attestée à partir des années 582 av. J.-C. Ils doivent leur nom à l'isthme de Corinthe où ils étaient célébrés. Ils sont, dans un premier temps, réservés aux citoyens grecs, avant de s'ouvrir aux romains, en 228 av. J.-C. Ils eurent tant d'éclat qu'ils survécurent à la ruine de Corinthe elle-même en 146 av. J.-C. On y disputait successivement les prix de la lutte, de la course, du saut, du disque et du javelot et de pentathlon antique. D'après Plutarque, il y avait des concours de musique et de poésie : on décernait aux vainqueurs des guirlandes de pin,.
La présidence était dévolue aux Corinthiens, sauf de 392 av. J.-C. à 387/386 av. J.-C. avec la paix d'Antalcidas, Corinthe étant alors soumise par les Argiens qui jouèrent le rôle d'Agonothètes (magistrat élu chargé d'organiser plusieurs concours).
C'est lors de ces concours que Flamininus, général et consul romain, proclama l'indépendance des Grecs en 196 av. J.-C., libérés de Philippe V de Macédoine, à la suite de la seconde guerre de Macédoine. Ces faits sont rapportés par Polybe, dans ses Histoires, écrites entre 167 et 146.
Après la destruction de Corinthe par Mummius en 146 av. J.-C., ce furent les Sicyoniens qui récupérèrent la présidence de ces concours avant que les Corinthiens ne la reprennent.
En 393, l'empereur romain Théodose Ier, sous l'influence d'Ambroise, évêque de Milan, ordonne l'abandon des rites et des lieux de culte païens dont les concours isthmiques faisaient partie, mais l'archéologie révèle que le site est resté habité et prospère aux IIIe et IVe siècles jusqu'au règne de Théodose II († 450).

## Lieu
Les concours isthmiques avaient lieu sur les côtes du détroit de l'Isthme qui sépare la mer d'Ionie de la mer Égée, entre les villes de Léchée et Cenchrées, un bout de terre reliant le Péloponnèse à la Grèce continentale. L’isthme de Corinthe était près d’un temple de Poséidon et d’un bois de pins consacré à celui-ci. En allant au temple de Poséidon, il était également possible d’observer les statues des athlètes qui avaient remporté des prix aux concours isthmiques.

## Organisation
À chaque concours panhellénique, une trêve sacrée (Écéchiria, du grec ancien Ἐκεχειρία / Ekekheiria) était proclamée. Des messagers (spondophores) voyageaient de cité en cité pour annoncer la date des compétitions. Ils exigeaient l’arrêt des combats, avant, pendant et après les concours pour permettre aux spectateurs et aux participants de se rendre sans danger sur les sites.
Les concours panhelléniques ayant lieu tous les quatre ans (c’est-à-dire toutes les quatre Olympiades), les concours isthmiques avaient lieu tous les deux ans, selon Pline (2e et 4e année de chaque Olympiade), ou tous les trois ans selon Pindare. Selon lui, ils étaient organisés au printemps de la seconde année suivant les concours olympiques.
Cela dit, Pindare, dans ses alexandrins, ne présente les dates souvent que comme des approximations. Pour nuancer, d’après Pline & Solin (moins probables que les dires de Pindare) les concours Isthmiques avaient lieu tous les cinq ans, au bout de quatre années révolues et au commencement de la cinquième année.
Les concours isthmiques incluaient des compétitions athlétiques et musicales en l'honneur du dieu Poséidon. Ils comportaient ainsi plusieurs épreuves athlétiques telles que le Pancrace et le pentathlon. Là où le pancrace est un sport alliant lutte et pugilat, le pentathlon antique est, lui-même, composé de cinq disciplines : le lancer de disque, le lancer de javelot, le saut en longueur, la course à pied et la lutte. Les épreuves sont divisées par catégories de participants, avec la dolique, une course longue, pour les hommes, et le pancrace pour les imberbes (athlètes adolescents). Des courses de chevaux et de chars y ont, par la suite, été ajoutées. Il faut également noter qu’à partir du Ve siècle av. J.-C., des concours dramatiques et musicaux sont ajoutés aux concours isthmiques. Ils se basent alors sur des épreuves de musique, de poésie et de rhétorique, qui ont lieu dans le théâtre. Des découvertes archéologiques montrent qu'à l'origine, de grandes célébrations se tenaient en l'honneur de Poséidon, mais que les événements sportifs leur sont postérieurs.
Les concours isthmiques duraient plusieurs jours mais le nombre et l’emploi de ces jours reste imprécis. Ils commençaient à l'aube par un sacrifice à Poséidon, et continuaient sur un déjeuner. Les compétitions sportives ne commençaient que l'après-midi, dans le stade. Ils se concluaient par une grande fête.

## Public
Les concours Isthmiques étaient ouverts à tous les Grecs. Mais il faut noter que les Éléens étaient les seuls Grecs qui ne se trouvaient pas aux concours isthmiques. Ce, pour éviter les malédictions que Molione, femme d'Actor, avait faites contre tous ceux de l'Elide qui oseraient s’y rendre. Également, une multitude innombrable de peuples s’y réunissaient, naturellement passionnés par ce spectacle, ou appréciant le lieu, placé entre deux mers et donc facile d’accès.
Avec l’avis des Corinthiens, Thésée a décidé que les visiteurs d'Athènes auraient le privilège des premiers sièges de l’Isthme (Proédrie), mais Athènes ne pouvait occuper d'espace qu'autant que la voile du navire qu'elle envoyait à l'Isthme. Mais ces concours avaient tellement de succès que seuls les principaux membres des villes de la Grèce pouvaient y être assis.

## Participants
Pour participer aux concours Isthmiques, il fallait être un homme, être d’origine grecque et être libre. Ainsi, les femmes et les esclaves en étaient exclus. Il faut noter que la plupart des athlètes étaient issus de familles riches. Il y a également une sélection préalable des athlètes, et des entraînements réguliers de ceux-ci dans le gymnase et la palestre de chaque cité.
À Corinthe, en l'an 23, Lucius Castricius Regulus inaugure une épreuve pour les jeunes femmes non mariéese.
Par ailleurs, dès 228 av. J.-C., les Romains sont autorisés à participer aux concours. Ils élevèrent ces concours au plus haut rang, ajoutant par exemple des spectacles de chasse, réunissant les animaux les plus rares du monde entier.
Exemples de lutteurs célèbres : le lutteur Milon de Crotone a été célèbre dans la seconde moitié du 7e s. av. J.-C., pour être le sportif le plus couronné de l’Antiquité. Il a été six fois vainqueur à Olympie, sept fois à Delphes, neuf fois à Némée, et surtout, dix fois à l’Isthme de Corinthe.
Quant au plus ancien vainqueur connu, il s’agit probablement de Théagène de Thasos, qui a été vainqueur dix fois aux concours isthmiques.

## Récompenses
Alors qu’aux concours olympiques modernes les trois vainqueurs reçoivent respectivement une médaille d’or, d’argent et de bronze, aux concours panhelléniques, il n’y a qu’un seul vainqueur par sport, et celui-ci gagne une couronne de feuillage.
Les vainqueurs des concours isthmiques recevaient tout d’abord une couronne de feuille de pin, symbole de l'infécondité de ces côtes maritimes, puis de persil (selon Archias et le scoliaste de Pindare) et de sèche de marais d’ache, herbe aquatique consacrée à Neptune et aux funérailles. Ils pouvaient également être honorés avec une statue ou une ode, et la ville d'Athènes décernait aux Athéniens victorieux un supplément de 100 drachmes.
En plus de ces récompenses, les athlètes vainqueurs recevaient également des privilèges à leur retour chez eux. Ils obtenaient la gloire et l’honneur et étaient considérés comme des héros et des exemples à suivre. Ces grands athlètes étaient d’ailleurs célébrés après leur mort puisque sur leurs stèles funéraires étaient sculptées les couronnes remportées aux concours panhelléniques.